# Tomorrow May not by Better
Tomorrow May not be Better é o primeiro álbum de estúdio do cantor Bastian Baker lançado em 9 de setembro de 2012. O material deriva dos gêneros pop, folk, pop rock. Suas letras são de temas sombrios e amorosos. Em abril de 2012, uma versão intitulada Platinum Edition foi lançada contendo três faixas adicionais.
O disco alcançou a terceira colocação do periódico suíço Swiss Albums Chart e foi certificado de platina pela IFPI Schweiz, por mais de 30 mil cópias vendidas. Para promoção do álbum, três singles foram lançados; "Lucky", "I'd Sing for You", a "Tomorrow May not be Better" e "Colorful Hospital" foram lançadas como faixas promocionais.

## Lista de faixas
| Edição padrão  |                              |                |         |  |
| N.º            | Título                       | Compositor(es) | Duração |  |
| 1.             | "Colorful Hospital"          |                | 3:50    |  |
| 2.             | "I'd Sing for You"           |                | 3:22    |  |
| 3.             | "Lucky"                      |                | 3:29    |  |
| 4.             | "Nobody Should Die Alone"    |                | 3:58    |  |
| 5.             | "Tomorrow May Not Be Better" |                | 2:58    |  |
| 6.             | "I Still Don't Realize"      |                | 4:41    |  |
| 7.             | "Having Fun"                 |                | 4:25    |  |
| 8.             | "Smile"                      |                | 3:30    |  |
| 9.             | "With You Gone"              |                | 4:39    |  |
| 10.            | "Planet Earth"               |                | 5:02    |  |
| 11.            | "Love Machine"               |                | 4:24    |  |
| 12.            | "*"                          |                | 0:04    |  |
| 13.            | "Song About a Priest"        |                | 7:40    |  |
| Duração total: | Duração total:               | Duração total: | 46:33   |  |

| Platinum dition |                                         |                |         |  |
| N.º             | Título                                  | Compositor(es) | Duração |  |
| 14.             | "Tomorrow May Not Be Better (Acoustic)" |                | 4:37    |  |
| 15.             | "The Road (com. Aliose)"                |                | 3:53    |  |
| 16.             | "We'll Follow You"                      |                | 2:55    |  |

## Divulgação
Sua primeira apresentação decorreu em abril de 2011, para um público estimado em 3 mil espectadores no Caprices festival, ao passo que em 16 de julho de 2011 se apresentou no Festival de Jazz de Montreux. Em seguida, ele foi convidado a realizar no famoso programa televisivo francês Taratata, tornando-o o terceiro suíço a ter essa honra desde 1993, depois de Stephan Eicher e Sophie Hunger.

## Recepção
Fabrice Nataf do site francês Illustre, escreveu que Bastian Baker não é penas um galâ charmoso, mas que acima de tudo um talentoso compositor. Elogiou a grande diversificação de Baker em cantar várias línguas, bem como a suas apresentações: "Difícil de acreditar, vendo ele no palco, o jovem tem apenas um ano de carreira e já pode ensinar a grandes artistas. O seu malabarismo ao cantar em inglês, alemão, suíço e francês é adaptável a todo o seu público."
Um redator para Fnac, escreveu que a Suiça não precisa mais de um grande artista, pois já existe e foi descoberto. Ainda disse que o álbum Tomorrow May not by Better, foi uma estréia promissora cujo estilo atrai-nos para as cativantes baladas-pop. A rádio francesa La Soupe, disse que a sensibilidade de Baker brilha através de suas canções e suas letras sinceras, contundente, escritas em inglês. Para rádio La Soupe este é um fator importante, quando você quer ser ouvido em todo o mundo.

## Desempenho
| Paradas (2012)             | Melhor posição |
| -------------------------- | -------------- |
| Suíça - Swiss Albums Chart | 3              |

## Certificações
| País  | Associação   | Certificação | Vendas  |
| ----- | ------------ | ------------ | ------- |
| Suíça | IFPI Schweiz | Platina      | 30.000+ |